# Іоанн III (король Наварри)
Іоанн (Жан) III (фр. Jean III, 1469 — 14 червня 1516) — король-співправитель Наварри (співправитель дружини) у 1484—1516 роках.

## Біографія
Походив з роду Альбре. Син Алана I, сеньйора Альбре, та Франсуази де Шатільон-Лімож, графині Перігьо і віконтеси Лімузен. Здобув класичну освіту французького аристократа.
У 1484 році було домовлено про його шлюб з Катериною I, королевою Наварри. Весілля відбулося у 1486 році в Лескарі. Із самого початку проявив хист до державницьких справ, фактично ставши володарем королівства при підтримці тещі Магдалени Валуа. Втім тривалий час Іоанн III разом з дружиною не міг коронуватися в Памплоні з огляду на протистояння з боку роду Бомон, який підтримував як претендента Фердинанда II Арагонського.
Після тривалої боротьби коронація подружжя відбулася у Памплоні 10 січня 1494 року. Намагався владнати суперечки з впливовими наваррськими родами, втім не досяг певного успіху. Водночас вдалося встановити контроль над усією Наваррою. У 1510 році було організовано кортеси Наварри і Генеральні штати Беарну, які затвердили постійну унію між собою.
У 1512 році Іоанн III разом з Катериною I стикнувся з амбіціями Фердинанда II, який від імені своєї дружини — Жермен де Фуа (двоюрідної сестри наваррської королеви) — висунув претензії на Наварру. Спроби Іоанна III чинити спротив кастильським і арагонським військам виявилася нвдалими, зрештою ворог захопив Верхню Наварру зі столицею королівства Памплона.
Іоанн III перебрався з двором до м. По (Беарн). У наступні роки ставками королівського подружжя також були міста Ортез і Тарба. Водночас на кортесах Наварри (1513 рік) і Кастилії (1515 рік) було оголошено про приєднання Наваррського королівства до Кастилії.
У 1516 році Іоанн III вирішив використати смерть Фердинанда II задля повернення втрачених володінь. Зібравши найманців він рушив до Памплони. Втім його було зупинено на перевалах у Піренеях. Подальші спроби також виявилися невдалими. Зрештою 14 червня 1516 році король помер від хвороби, що перебігала з гарячкою, в замку Есгуаррабаке (біля міста Монен). Згодом поховано у кафедральному соборі Лескара.

## Родина
Дружина — Катерина I.
Діти:
- Ганна (1492—1532)
- Магдалена (1494—1504)
- Катерина (1495—1532), аббатиса монастиря Триніті
- Хуан (1496)
- Куітерія (1499—1536), аббатиса монастиря Монтівільєс
- син (1500)
- Андре Феб (1501—1503)
- Генріх (1503—1555), король Наварри у 1517—1555 роках
- Буенавентура (1505—1510/1511)
- Мартин (1506- після 1512)
- Франциск (1506-після 1512)
- Карл (1510—1528)
- Ізабелла (1513/1514—після 1555), дружина Рене I, віконта Роґан

1 бастард